# Мала књижара срећних крајева
Мала књижара срећних крајева (енгл. The little shop of happily ever after) је роман Џени Колган (енгл. Jenny Colgan) из 2016. године. Књига је посвећена свим читаоцима.

## О делу
Интересантно је да ова књига нема посвету. То је зато што је посвећена свим читаоцима. Роман је о читању и књигама и на који начин то може да вам промени живот. И то на боље. Прича је и како изгледа да се преселите и почнете испочетка. Наравно да место становања битно утиче на осећања и ток догађаја који предстоје. Главна јунакиња је Нина Редмонд која има жељу да отвори сопствену књижару, једну малу продавницу.
Помиње се време које је најпогодније за читање, као и место. Уколико је то кревет, може да буде изузетно кратко, уколико је то плажа постоји низ непогодности од цурења зноја на папир до остављања белих трагова на кожи где је била књига.
Нина добија отказ у библиотеци где је радила. Библиотека се налазила у старој оронулој згради са косим кровом. Предвиђена је за рушење и на њеном месту ће се изградити луксузни станови. После отказа размишљала је о куповини старог камиона у коме може да смести књижару.
Нина купује камион и креће на пут у Шкотску где је чека неизвесност и реалност на коју није навикла.
У шкотској дивљни мали камион пун књига представља извор задовољства за његове становнике.

### Главни ликови
- Нина Редмонд, библиотекарка која воли свој посао, али остаје без њега. Двадесетдеветогодишњакиња, дуге смеђецрвене косе је била прави књишки мољац.
- Кети Нисон, колегиница која је уручивала отказе
- Грифин, колега из библиотеке
- Першун, пас

## О писцу
Џени Колган је шведски писац романтичних комедија. Ауторка је бестселера Видимо се у Капкејк кафеу, Добро дошли у Роузину продавницу слаткиша из снова и Мала пекара на обали.